# عملية النسر المغوار
عملية النسر المغوار (بالإنجليزية: Operation Commando Eagle) كانت عملية عسكرية في حرب العراق. بدأت في 21 يونيو 2007، عندما أطلقت القوات العراقية وقوات التحالف عملية هجوم مشتركة برية وجوية ضد تنظيم الدولة الإسلامية في العراق وغيرهم من الإرهابيين المتطرفين الذين كانوا يعملون في منطقة المحمودية في محافظة بغداد. وكان الهدف من هذا الإجراء هو الحد من النشاط الإرهابي في الجنوب الغربي من بغداد من خلال مزيج من الهجمات بالطائرات المروحية ومركبات هامفي.

## العملية
استهدفت العملية مجموعة من المنازل التي أشار إليها المواطنون المحليون على أنها تستخدم من قبل خلايا تنظيم الدولة الإسلامية في العراق لتخويفهم وإطلاق الهجمات ضد القوات العراقية وقوات التحالف. وفي 21 يونيو، احتجز جنود من الكتيبة الثانية، الفوج الرابع عشر، الفرقة الثانية، الفرقة الجبلية العاشرة ثلاثة رجال بعد أن عُثر على شاحنتهم وفيها وثائق تطلب صواريخ بالإضافة إلى بكرة من الأسلاك النحاسية، التي تُستخدم عادةً في بناء المتفجرات. كما عثر جنود من الكتيبة الثانية التابعة للجيش العراقي على مخبأ كبير للأسلحة، واكتشف جنود من الكتيبة الثانية، الفوج الخامس عشر، عدة مخابئ خلال العملية.
وقامت قوة المهام 2-15 بتوقيف 16 فردًا، بينما قامت الكتيبة الرابعة، الفوج الحادي والثلاثين بتوقيف تسعة رجال، وقام سرب B من الفوج الأول، السرب 89 من فرقة الفرسان بتوقيف أربعة أفراد، مطلوبون بتهم تتعلق بالهجمات الإرهابية أو لحيازتهم أسلحة غير قانونية.

## الوحدات العسكرية المشاركة في العملية
قُدمت تقارير تفيد بأن القوات الأمريكية المشاركة كانت من الفريق القتالي الثاني، الفرقة الجبلية العاشرة، بينما كانت القوات العراقية المشاركة من الفرقة الرابعة التابعة للقوة البرية العراقية.

## وصلات خارجية
- B-roll of Operation Commando Eagle